# Asian Film Awards
Les Asian Film Awards sont des prix cinématographiques décernés chaque année au Festival international du film de Hong Kong afin de reconnaître l'excellence des professionnels du cinéma dans l'industrie du cinéma asiatique.

## Catégories
- Meilleur film : depuis 2007
- Meilleur réalisateur : depuis 2007
- Meilleur acteur : depuis 2007
- Meilleure actrice : depuis 2007
- Meilleur second rôle masculin : depuis 2008
- Meilleur second rôle féminin : depuis 2008
- Meilleur débutant : depuis 2009
- Meilleur scénariste : depuis 2007
- Meilleur directeur de la photographie : depuis 2007
- Meilleur décorateur : depuis 2007
- Meilleur compositeur : depuis 2007
- Meilleur monteur : depuis 2007
- Meilleurs effets visuels : depuis 2007
- Meilleur costumes : depuis 2010

## Principaux lauréats

### 2007
- Meilleur film :  The Host de Bong Joon-ho
- Meilleur réalisateur :  Jia Zhangke pour Still Life
- Meilleur scénario :  Mani Haghighi pour Men at Work
- Meilleure photographie :  Kim Hyung-ku pour The Host
- Meilleure musique :  Rahayu Supanggah pour Opéra Jawa
- Meilleur acteur :  Song Kang-ho pour The Host
- Meilleure actrice :  Miki Nakatani pour Memories of Matsuko

### 2008
- Meilleur film :  Secret Sunshine de Lee Chang-dong
- Meilleur réalisateur :  Lee Chang-dong pour Secret Sunshine
- Meilleur scénario :  Au Kin-yee et Wai Ka-fai pour Mad Detective
- Meilleure photographie :  Liao Pen-jung pour Help Me Eros
- Meilleure musique :  Vishal-Shekhar et Laxmikant-Pyarelal pour Om Shanti Om
- Meilleur acteur :  Tony Leung Chiu-wai pour Lust, Caution
- Meilleure actrice :  Jeon Do-yeon pour Secret Sunshine
- Meilleur acteur dans un second rôle :  Sun Hong-Lei pour Mongol
- Meilleure actrice dans un second rôle :  Joan Chen pour Le Soleil se lève aussi

### 2009
- Meilleur film :  Tokyo Sonata de Kiyoshi Kurosawa
- Meilleur réalisateur :  Hirokazu Kore-eda pour Still Walking
- Meilleur scénario :  Kiyoshi Kurosawa, Max Mannix et Sachiko Tanaka pour Tokyo Sonata
- Meilleure photographie :  Jolanta Dylewska pour Tulpan
- Meilleure musique :  Joe Hisaishi pour Ponyo sur la falaise
- Meilleur acteur :  Masahiro Motoki pour Departures
- Meilleure actrice :  Zhou Xun pour The Equation of Love and Death
- Meilleur acteur dans un second rôle :  Jeong Woo-seong pour Le Bon, la Brute et le Cinglé
- Meilleure actrice dans un second rôle :  Gina Pareño pour Serbis

### 2010
- Meilleur film :  Mother de Bong Joon-ho
- Meilleur réalisateur :  Lu Chuan pour City of Life and Death
- Meilleur scénario :  Bong Joon-ho et Park Eun-kyo pour Mother
- Meilleure photographie :  Cao Yu pour City of Life and Death
- Meilleure musique :  Lo Ta-yu pour Vengeance
- Meilleur acteur :  Wang Xueqi pour Bodyguards and Assassins
- Meilleure actrice :  Kim Hye-ja pour Mother
- Meilleur acteur dans un second rôle :  Nicholas Tse pour Bodyguards and Assassins
- Meilleure actrice dans un second rôle :  Kara Hui pour At the End of Daybreak
- Prix d'honneur :  Amitabh Bachchan,  Zhang Yimou

### 2011
- Meilleur film :  Oncle Boonmee, celui qui se souvient de ses vies antérieures d'Apichatpong Weerasethakul
- Meilleur réalisateur :  Lee Chang-dong pour Poetry
- Meilleur scénario :  Lee Chang-dong pour Poetry
- Meilleure photographie :  Mark Lee Ping Bin pour La Ballade de l'impossible
- Meilleure musique :  Indian Ocean pour Peepli Live
- Meilleur acteur :  Ha Jeong-woo pour The Murderer
- Meilleure actrice :  Xu Fan pour Tremblement de terre à Tangshan
- Meilleur acteur dans un second rôle :  Sammo Hung pour Ip Man 2
- Meilleure actrice dans un second rôle :  Yoon Yeo-jeong pour The Housemaid
- Prix d'honneur :  Raymond Chow,  Kim Dong-ho

### 2012
- Meilleur film :  Une séparation de Asghar Farhadi
- Meilleur réalisateur :  Asghar Farhadi pour Une séparation
- Meilleur scénario :  Asghar Farhadi pour Une séparation
- Meilleure photographie :  Lai Yiu-fai et Jake Pollock pour Wu Xia
- Meilleure musique :  Chan Kwong-wing, Peter Kam et Chatchai Pongprapaphan pour Wu Xia
- Meilleur acteur :  Donny Damara pour Lovely Man
- Meilleure actrice :  Deannie Yip pour Une vie simple
- Meilleur acteur dans un second rôle :  Laurence Ko pour Jump Ashin!
- Meilleure actrice dans un second rôle :  Shamaine Centenera-Buencamino pour Niño
- Prix d'honneur :  Ann Hui

### 2013
- Meilleur film :  Mystery de Lou Ye
- Meilleur réalisateur :  Takeshi Kitano pour Outrage: Beyond
- Meilleur scénario :  Lou Ye, Mei Feng et Yu Fan pour Mystery
- Meilleure photographie :  Tooraj Aslani pour Rhino Season
- Meilleure musique :  Pritam pour Barfi!
- Meilleur acteur :  Eddie Garcia pour Bwakaw
- Meilleure actrice :  Nora Aunor pour Thy Womb
- Meilleur acteur dans un second rôle :  Nawazuddin Siddiqui pour Talaash: The Answer Lies Within
- Meilleure actrice dans un second rôle :  Makiko Watanabe pour Capturing Dad
- Prix d'honneur :  Michelle Yeoh

### 2014
- Meilleur film :  The Grandmaster de Wong Kar-wai
- Meilleur réalisateur :  Wong Kar-wai pour The Grandmaster
- Meilleur scénario :  Ritesh Batra pour The Lunchbox
- Meilleure photographie :  Philippe Le Sourd pour The Grandmaster
- Meilleure musique :  Nathaniel Méchaly et  Shigeru Umebayashi pour The Grandmaster
- Meilleur acteur :  Irfan Khan pour The Lunchbox
- Meilleure actrice :  Zhang Ziyi pour The Grandmaster
- Meilleur acteur dans un second rôle :  Bo Huang pour No Man's Land
- Meilleure actrice dans un second rôle :  Yeo Yann Yann pour Ilo Ilo

### 2015
- Meilleur film :  Blind Massage de Lou Ye
- Meilleur réalisateur :  Ann Hui pour The Golden Era
- Meilleur scénario :  Diao Yi'nan pour Black Coal
- Meilleure photographie :  Zeng Jian pour Blind Massage
- Meilleure musique :  Mikey McCleary pour Margarita, with a Straw
- Meilleur acteur :  Liao Fan pour Black Coal
- Meilleure actrice :  Bae Doona pour A Girl at My Door
- Meilleur acteur dans un second rôle :  Wang Zhiwen pour The Golden Era
- Meilleure actrice dans un second rôle :  Chizuru Ikewaki pour The Light Shines Only There
- Prix d'honneur :  Im Kwon-taek,  Miki Nakatani

### 2016
- Meilleur film :  The Assassin de Hou Hsiao-hsien
- Meilleur réalisateur :  Hou Hsiao-hsien pour The Assassin
- Meilleur scénario :  Jia Zhangke pour Au-delà des montagnes
- Meilleure photographie :  Mark Lee Ping Bin pour The Assassin
- Meilleure musique :  Lim Giong pour The Assassin
- Meilleur acteur :  Lee Byung-hun pour Inside Men
- Meilleure actrice :  Shu Qi pour The Assassin
- Meilleur acteur dans un second rôle :  Tadanobu Asano pour Vers l'autre rive
- Meilleure actrice dans un second rôle :  Zhou Yun pour The Assassin
- Prix d'honneur :  Yuen Woo-ping,  Kirin Kiki

### 2017
- Meilleur film :  I Am Not Madame Bovary de Feng Xiaogang[1]
- Meilleur réalisateur :  Na Hong-jin pour The Strangers
- Meilleur scénario :  Asghar Farhadi pour Le Client
- Meilleure photographie :  Luo Pan pour I Am Not Madame Bovary
- Meilleure musique :  Mowg pour The Age of Shadows
- Meilleur acteur :  Tadanobu Asano pour Harmonium
- Meilleure actrice :  Fan Bingbing pour I Am Not Madame Bovary
- Meilleur acteur dans un second rôle :  Lam Suet pour Trivisa
- Meilleure actrice dans un second rôle :  Moon So-ri pour Mademoiselle
- Prix d'honneur :  Tsui Hark,  Sammi Cheng

### 2018
- Meilleur film :  Youth de Feng Xiaogang[2]
- Meilleur réalisateur :  Yūya Ishii pour Tokyo Night Sky Is Always the Densest Shade of Blue
- Meilleur scénario :  Mayanayk Tewari et Amit Masurkar pour Newton
- Meilleure photographie :  Kim Jee-yong pour The Fortress
- Meilleure musique :  Joe Hisaishi pour Our Time Will Come
- Meilleur acteur :  Louis Koo pour Paradox
- Meilleure actrice :  Sylvia Chang pour Love Education
- Meilleur acteur dans un second rôle :  Yang Ik-joon pour Wilderness
- Meilleure actrice dans un second rôle :  Kitty Zhang Yuqi pour Legend of the Demon Cat
- Meilleur film d'action :  Paradox de Wilson Yip
- Meilleur nouveau réalisateur :  Dong Yue pour Une pluie sans fin
- Prix d'honneur :  Kara Hui,  Sylvia Chang

### 2019
- Meilleur film :  Une affaire de famille de Hirokazu Kore-eda[3]
- Meilleur réalisateur :  Lee Chang-dong pour Burning
- Meilleur acteur :  Kōji Yakusho pour The Blood of Wolves
- Meilleure actrice :  Samal Yeslyamova pour Ayka
- Meilleur acteur dans un second rôle :  Zhang Yu pour Dying to Survive
- Meilleure actrice dans un second rôle :  Kara Hui pour Tracey
- Meilleur nouveau réalisateur :  Oliver Siu Kuen Chan pour Still Human
- Révélation :  Huang Jingyu pour Operation Red Sea
- Meilleur scénario :  Jia Zhangke pour Les Éternels
- Meilleur montage :  Shin'ya Tsukamoto pour Killing
- Meilleure photographie :  Zhao Xiaoding pour Shadow
- Meilleure musique :  Haruomi Hosono pour Une affaire de famille
- Meilleurs costumes :  Chen Minzheng pour Shadow
- Meilleure production :  Horace Ma pour Shadow
- Meilleurs effets visuels :  Alex Lim Hung-fung pour Project Gutenberg
- Meilleur son :  Yang Jiang et Zhao Nan pour Shadow
- Prix d'honneur :  Lee Chang-dong